# Fantasia (игра)
Fantasia (с англ. — «Фантазия») — компьютерная игра в жанре платформера, разработанная студией Infogrames и изданная компанией Sega эксклюзивно для игровой приставки Mega Drive/Genesis 22 ноября 1991 года. Игра основана на одноимённом мультфильме.
По сюжету игры были украдены волшебные ноты, которые следует вернуть Микки Маусу до прихода хозяина. В платформере игрок должен управлять талисманом компании Disney — Микки Маусом — и собирать на уровнях ноты, избегая ловушек и уничтожая разнообразных врагов с помощью прыжка или магических способностей. На уровнях также можно зарабатывать дополнительные очки, заходя в потайные двери и места.

## Игровой процесс
Fantasia по жанру является платформером, выполненным в двухмерной графике. По сюжету игры, во время того, как Микки Маус спал за столом, были украдены волшебные ноты. Микки должен вернуть ноты до возвращения хозяина-чародея. Перед запуском игры, в меню есть возможность выбрать уровень сложности, количество жизней, продолжения и настроить управление.
Игрок управляет Микки Маусом на уровнях, которые заполнены различными врагами. Уровни поделены на четыре мира: вода, земля, воздух и огонь. Мышонок может атаковать врагов прыжком на них, а также используя обычную или усиленную магию, причём усиленная задействует три единицы обычной. Если Микки наткнётся на врага или на опасный объект (например, воду или камни), то будет терять здоровье. При потере всего здоровья теряется жизнь. На уровнях нужно собирать ноты и другие предметы (звёзды, сферы, книги), позволяющие получать дополнительные очки, магию и жизни. На уровнях иногда встречаются двери, заходя в которые, персонаж попадает в небольшое пространство, заполненное врагами, препятствиями и предметами, последние из которых нужно собрать, но если наткнуться на врага или опасный предмет, то игра обратно возвращается на уровень. Помимо этого, на уровнях также встречаются феи, при касании к которым Микки перемещается в другое пространство, которое нужно пройти перед доступом к дальнейшей части уровня. После прохождения уровня Микки Маус приносит собранные ноты оркестру.

## Оценки и мнения
| Сводный рейтинг    | Сводный рейтинг |
| Агрегатор          | Оценка          |
| ------------------ | --------------- |
| GameRankings       | 48,75 %         |
| MobyRank           | 59/100          |
| Иноязычные издания |                 |
| Издание            | Оценка          |
| ASM                | 5/10            |
| AllGame            | [ 5 ]           |
| CVG                | 53/100          |
| EGM                | 5,75/10         |

Платформер получил смешанные, в основном негативные оценки от игровой прессы. Обозреватели относили к недостаткам неудобное управление и уровень сложности, но хвалили визуальный стиль и музыкальное сопровождение. На сайтах GameRankings и MobyGames игра имеет среднюю оценку 48,75 % и 59/100 соответственно.